# Mike Muuss

Mike Muuss (trái) tại Phòng thí nghiệm nghiên cứu đạn đạo, sử dụng BRL-CAD phát triển một nguyên mẫu M1, với Earl Weaver (phải).

Michael John Muuss (16 tháng 10 năm 1958 – 20 tháng 11 năm 2000) là tác giả của công cụ mạng miễn phí với tên gọi là ping.
Tốt nghiệp Đại học Johns Hopkins, Muuss là một nhà khoa học cấp cao chuyên về mô hình rắn hình học, ray-tracing, các kiến trúc MIMD và mạng máy tính kỹ thuật số tại Phòng thí nghiệm Nghiên cứu Quân đội Hoa Kỳ tại Aberdeen Proving Ground, Maryland khi ông qua đời. Ông đã viết một số gói phần mềm (bao gồm cả BRL-CAD) và các công cụ mạng (bao gồm TTCP và các khái niệm về các tuyến đường mặc định hoặc "default gateway") và đóng góp cho nhiều phần mềm khác (bao gồm cả BIND).